# Bocian (narzędzie tortur)

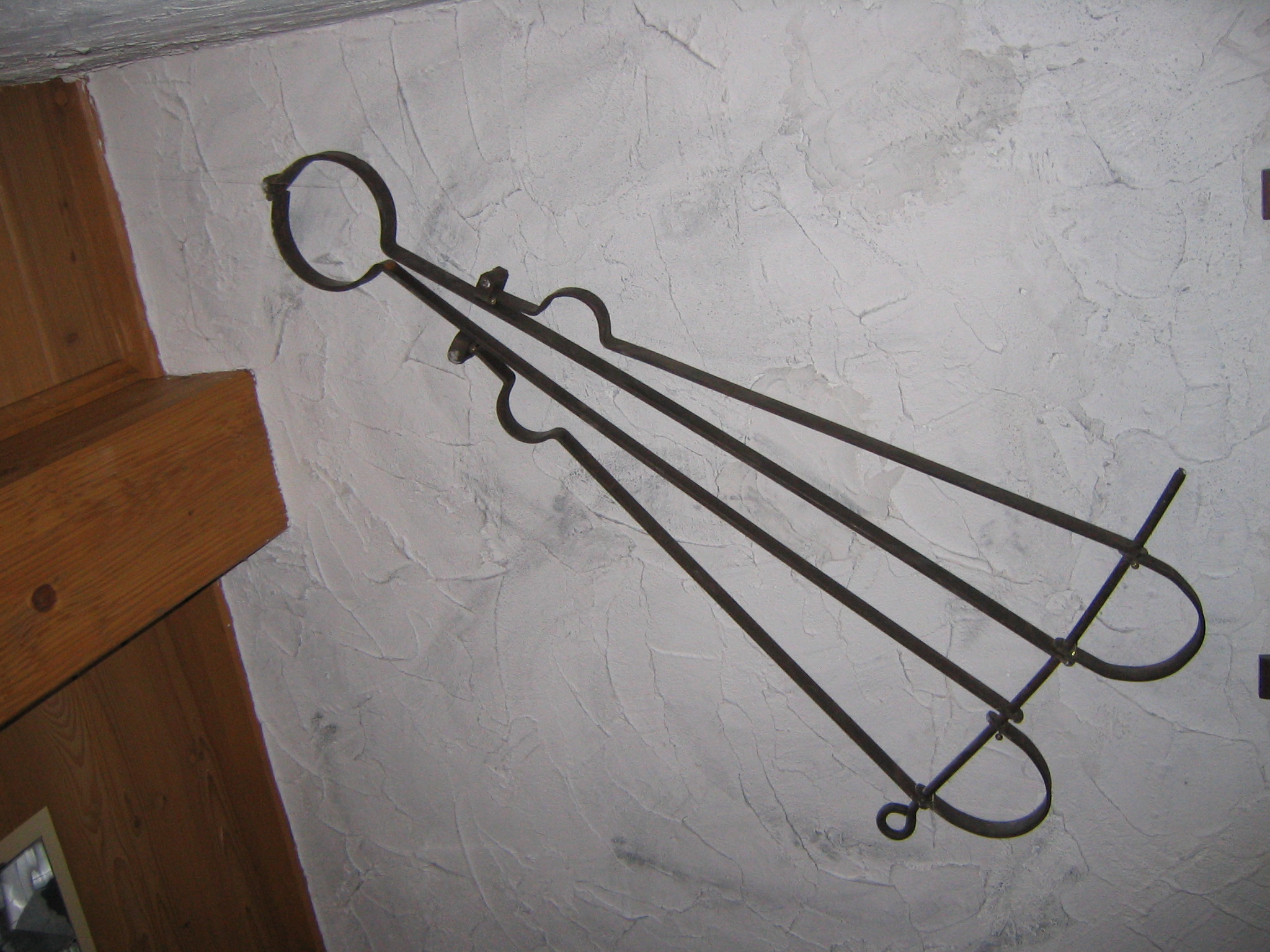
Bocian w muzeum tortur we Fryburgu Bryzgowijskim

Bocian – narzędzie tortur nazywane także córką śmieciarza lub kajdanami Skeffingtona. Nazwę swoją wziął od kształtu przypominającego sylwetkę bociana lub kobietę ubraną w suknię rozszerzającą się ku dołowi. Wynalezienie tego narzędzia tortur przypisuje się sir Leonardowi Skeffingtonowi, naczelnikowi więzienia Tower z czasów Henryka VIII.
Tortura polegała na zakładaniu narzędzia na szyję, dłonie i miejsce tuż nad stopami ofiary, co miało na celu całkowite skrępowanie ciała. Urządzenie opracowane zostało w taki sposób, by powodowało wystąpienie u osoby torturowanej już po paru minutach silnych i bolesnych skurczów mięśni brzucha i odbytnicy, a następnie klatki piersiowej, szyi oraz kończyn. Prowadziło to do długiej i bardzo bolesnej agonii. Z upływem czasu dolegliwości doprowadzały osobę umieszczoną w bocianie do szaleństwa.